# Viadukt

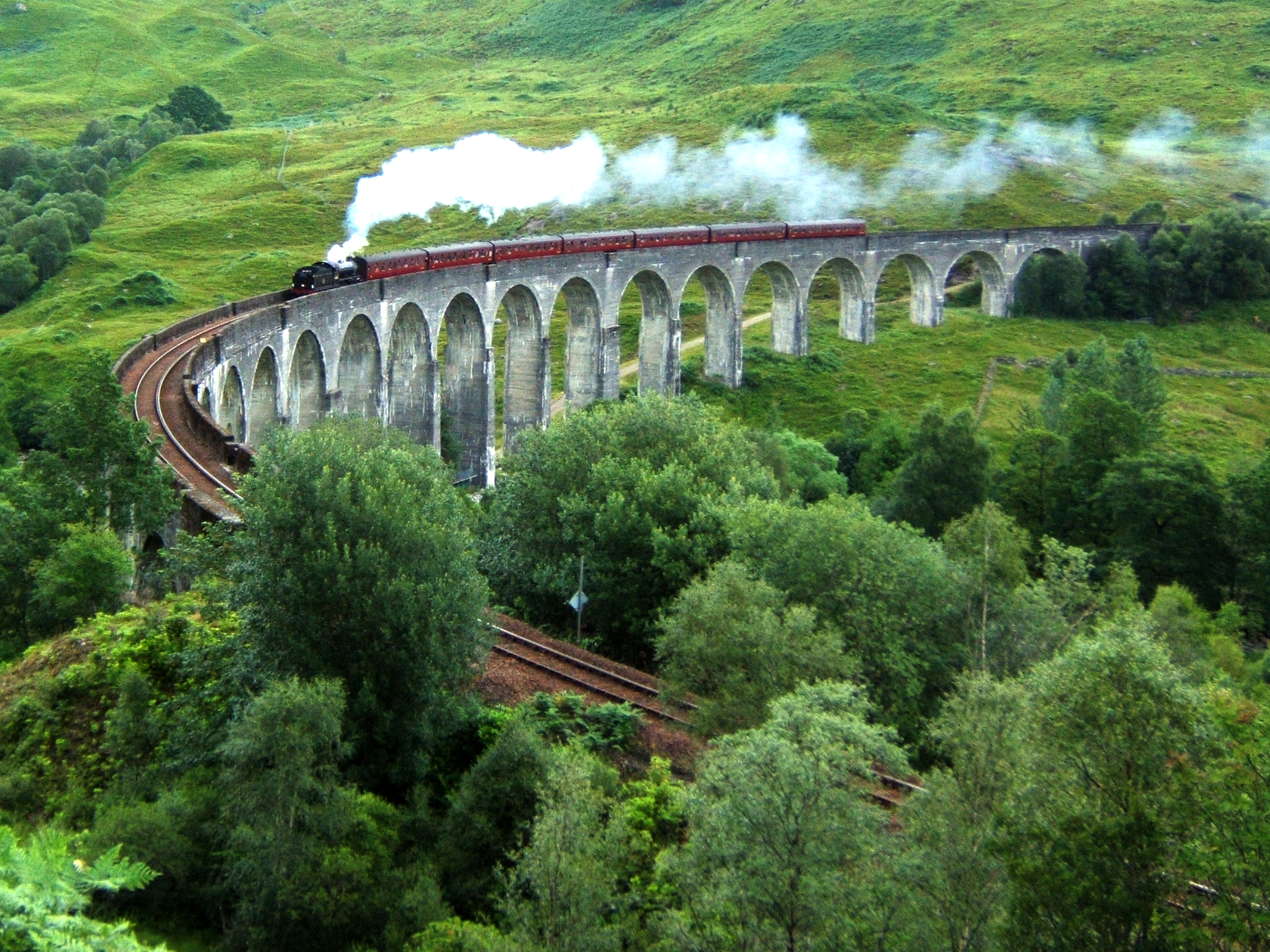
Glenfinnan Viaduct i Skottland.

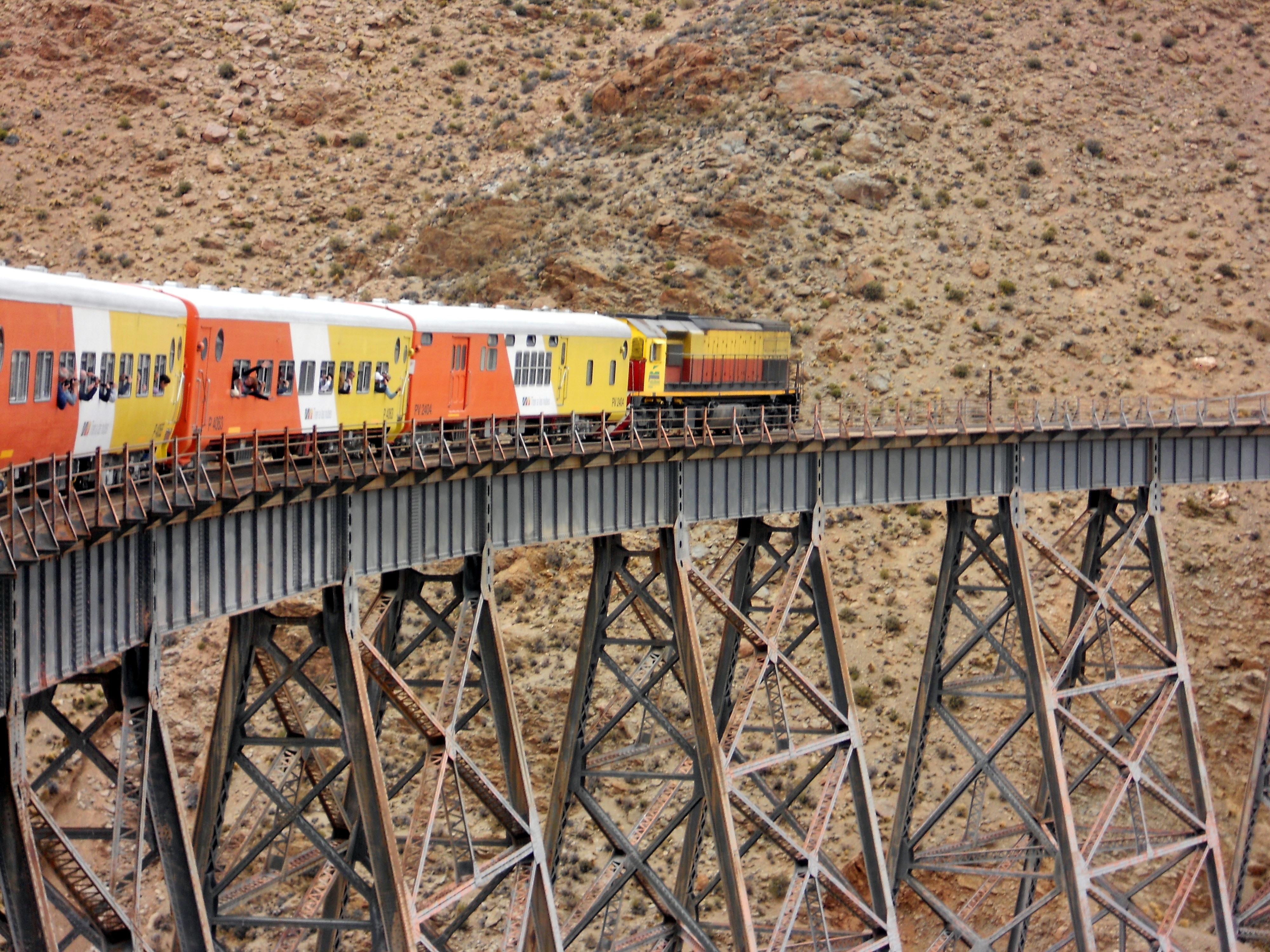
Viaducto La Polvorilla i nordvästra Argentina.

Viadukt är en bro som leder en väg, järnväg eller spårväg över land, till exempel över en väg, järnväg eller dalgång.
Termen viadukt kommer från latinets via som betyder "väg" och ducere som betyder " att leda". Det är en härledning från 1800-talet från en analogi med antika romerska akvedukter. Liksom de romerska akvedukterna bestod många av de tidiga viadukterna av en serie bågar av ungefär lika längd. 
På engelska är en viadukt en bro som har många korta spann. På romanska språk betyder viadukt en bro som inte eller obetydligt korsar vatten.

## Över land

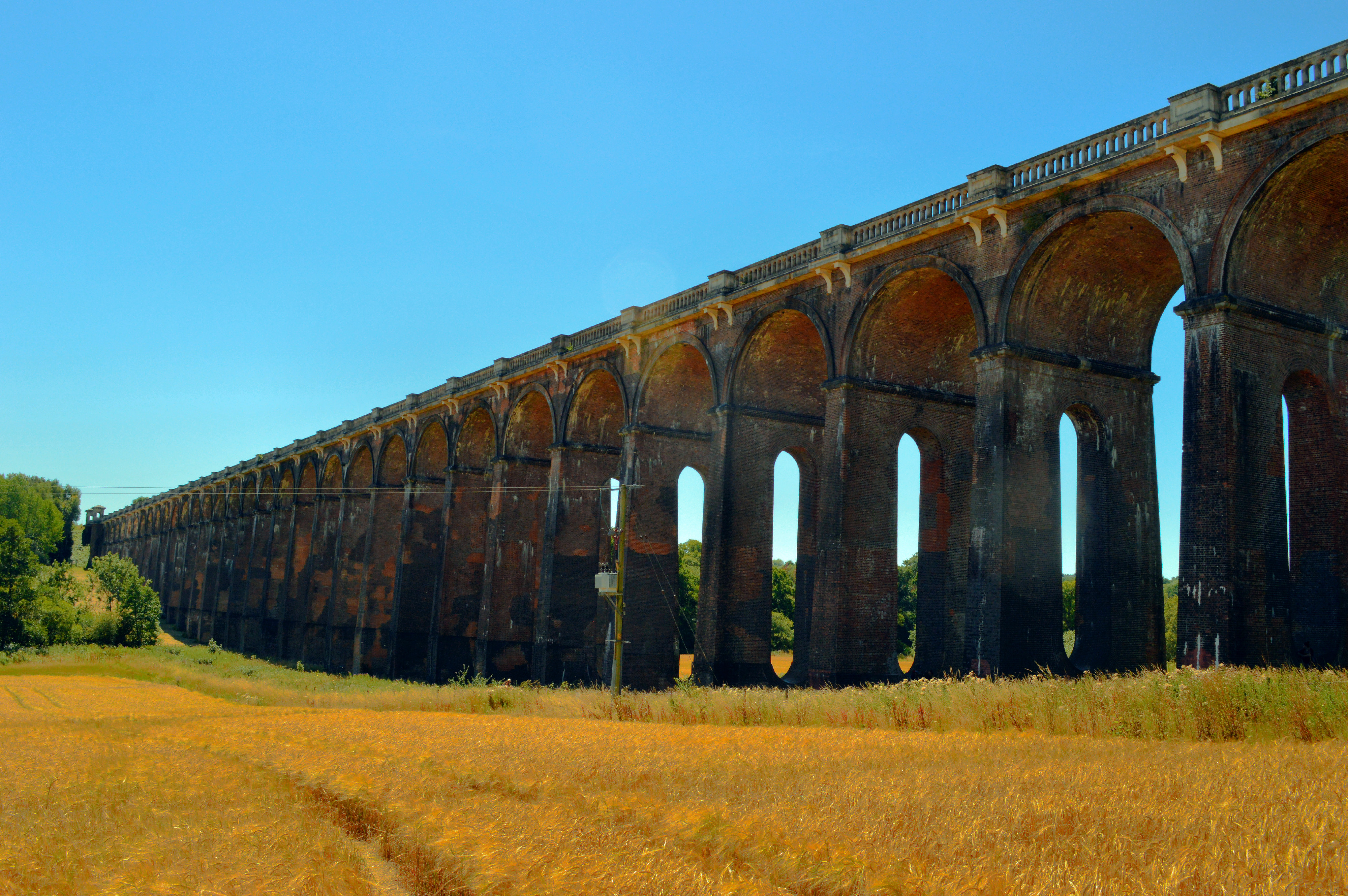
The Ouse Valley Viaduct i Sussex, England

Den längsta i antiken kan ha varit Pont Serme som korsade breda kärr i södra Frankrike. På sin längsta punkt mätte den 2 679 meter med en bredd på 22 meter.
Viadukter används ofta i många städer som är järnvägsnav, som Chicago, Birmingham, London och Manchester. Dessa viadukter korsar de stora bangårdar som behövs för godståg där, och korsar även de flerspåriga järnvägslinjerna som behövs för tung järnvägstrafik. Dessa viadukter skapar planskildhet så att väg- och gatutrafik i staden inte längre behöver avbrytas ständigt av tågtrafiken. Likaså bär vissa viadukter järnvägar över stora dalar, eller så bär de järnvägar över städer med många tvärgator och alléer. Chicagos tunnelbana går till stor del på viadukter.
Många viadukter över land förbinder punkter av liknande höjd i ett landskap, vanligtvis genom att överbrygga en älvdal eller annan eroderad öppning i ett annars platt område. Ofta hade sådana dalar vägar som går ner på vardera sidan (med en liten bro över floden, där det behövs) som blir otillräckliga för trafikbelastningen, vilket kräver en viadukt för "genomgående" trafik. Sådana broar lämpar sig också för användning av järnvägstrafik, vilket kräver rakare och plattare vägar. Vissa viadukter har mer än ett däck, så att ett däck har fordonstrafik och ett annat däck bär järnvägstrafik. Ett exempel på detta är Prins Edwards viadukt i Toronto, Kanada, som transporterar motortrafik på toppdäck och tunnelbana på nedre däck, över den branta Don River-dalen. Andra byggdes för att sträckas över bostadsområden och korsade vägar, vilket är orsaken till många viadukter i London.

## Över vatten
Viadukter över vatten utnyttjar öar eller på varandra följande valv. De kombineras ofta med andra typer av broar eller tunnlar för att korsa farbara vatten som viaduktsektioner, då de är billigare att konstruera och bygga än tunnlar eller broar med större spännvidder, men saknar vanligtvis tillräckligt horisontellt och vertikalt utrymme för stora fartyg.
Millau-viadukten är en kabelstagsbro som sträcker sig över floden Tarns dal nära Millau i södra Frankrike. Den öppnades 2004 och är den högsta fordonsbron i världen, med en pirs topp på 343 meter. Viadukten Danyang–Kunshan Grand Bridge i Kina var 2011 den längsta bron i världen.

## Markanvändning under viadukter

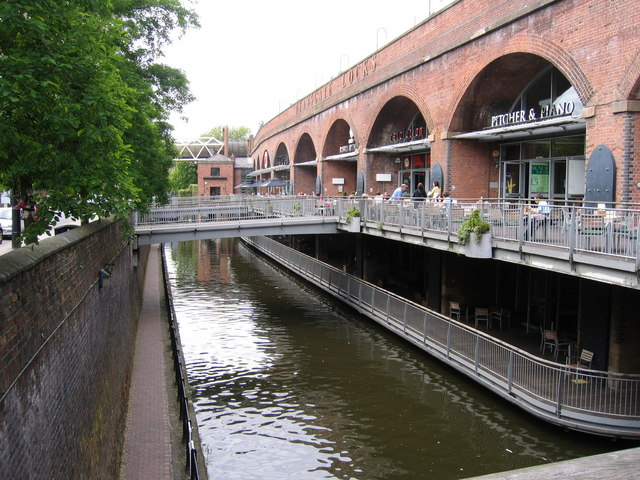
"Deansgate Locks" barer under Deansgate Metrolink station i Manchester.

Där en viadukt byggs över land snarare än vatten, kan utrymmet under valven användas för företag som bilparkering, fordonsverkstäder, lätt industri, barer och nattklubbar. I Storbritannien har många järnvägslinjer i stadsområden byggts på viadukter och därför har infrastrukturägaren Network Rail en omfattande fastighetsportfölj i valv under viadukter. I Berlin används utrymmet under valven av upphöjda tunnelbanelinjer (S-Bahn) för flera olika ändamål, inklusive små matställen eller barer.

## Tidigare och framtiden
Upphöjda motorvägar byggdes i större städer som Boston (Central Artery), Los Angeles, San Francisco, Seoul, Tokyo och Toronto (Gardiner Expressway). En del revs eftersom de var föga tilltalande och delade upp staden. I andra fall revs viadukter eftersom de var strukturellt osäkra, som Embarcadero Freeway i San Francisco, som skadades av en jordbävning 1989. Men i utvecklingsländer som Thailand, Indien (Delhi-Gurgaon Expressway), Kina, Bangladesh, Pakistan och Nicaragua, har upphöjda motorvägar byggts och fler är under uppbyggnad för att förbättra trafikflödet, särskilt som en lösning på markbrist när de byggs ovanpå vägar.

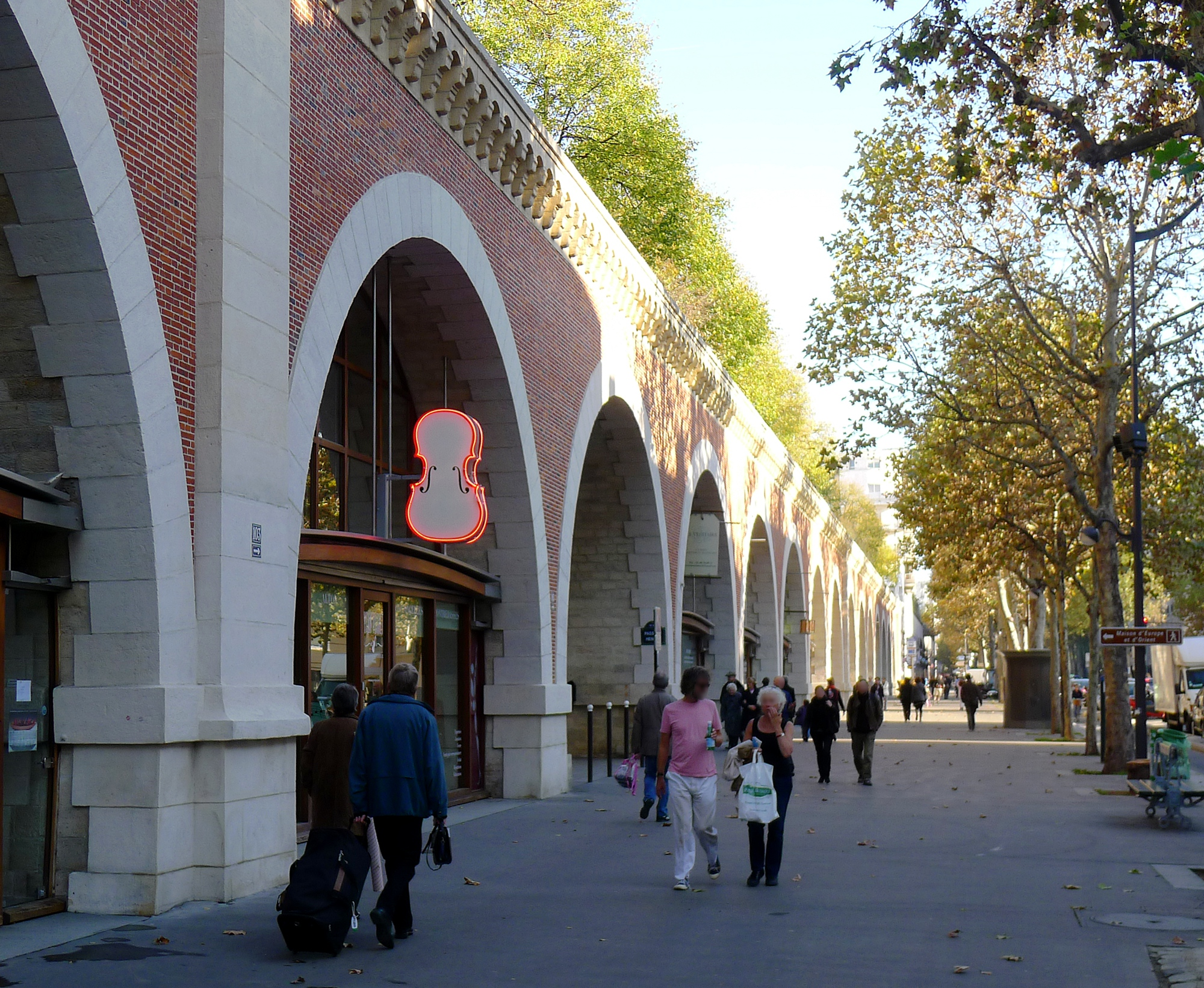
Viaduc des Arts, Paris, France.

Andra användningsområden finns för vissa viadukter. I Paris, erbjuder en ombyggd järnvägsviadukt en trädgårdspromenad på toppen och arbetsyta för hantverkare nedanför. Trädgårdspromenaden kallas Coulée verte René-Dumont medan arbetsplatserna i valven nedanför är Viaduc des Arts. Projektet invigdes 1993. Manhattans High Line, som invigdes 2009, använder också en upphöjd tåglinje som en linjär stadspark.
I Indonesien används viadukter för järnvägar på Java och även för motorvägar som Jakartas inre ringväg. I januari 2019 stängdes Alaskan Way Viaduct i Seattle och ersattes med en tunnel efter flera decenniers användning eftersom den var seismiskt osäker.